# Opostega afghani
Opostega afghani là một loài bướm đêm thuộc họ Opostegidae. Nó được miêu tả bởi Donald R. Davis năm 1989. Nó được tìm thấy ở Afghanistan.
Chiều dài cánh trước là 3.8-4.2 mm. Con trưởng thành bay từ giữa tháng 5 đến giữa tháng 6. Có một lứa một năm.